# Kościół Wniebowzięcia Najświętszej Marii Panny w Czarnocinie
Kościół Wniebowzięcia Najświętszej Marii Panny w Czarnocinie – rzymskokatolicki kościół parafialny zlokalizowany we wsi Czarnocin (powiat piotrkowski). Funkcjonuje przy nim parafia Wniebowzięcia Najświętszej Maryi Panny.

## Historia
Parafia we wsi była erygowana 23 kwietnia 1289 przez arcybiskupa gnieźnieńskiego Jakuba Świnkę. Pierwsza świątynia z drewna została zbudowana w 1289. Spłonęła ona w 1712. Kolejna (również drewniana) postawiona została w latach 1713–1715. Z uwagi na brak konserwacji i remontów popadła w ruinę i również strawił ją ogień. Nabożeństwa odprawiano później w kaplicy urządzonej doraźnie w dzwonnicy.
Obecny kościół murowany wystawiono w latach 1879–1891. Konsekrował go biskup Aleksander Kazimierz Bereśniewicz 5 maja 1891. Został on rozbudowany w 1905.

## Architektura
Obiekt jest orientowany, eklektyczny, jednonawowy, zbudowany na planie prostokąta, z prezbiterium węższym od nawy i zamkniętym trójbocznie. Ma przybudówki oraz kwadratową wieżę na osi fasady głównej.

## Wyposażenie
Ołtarz główny zawiera XIX-wieczny obraz Wniebowzięcia Najświętszej Maryi Panny, który zasłaniany jest obrazem św. Rocha. Wyżej znajduje się obraz Przemienienia Pańskiego. Po bokach ustawione są rzeźby świętych Piotra i Pawła. Ołtarz prawy (Matki Bożej Nieustającej Pomocy) jest XVIII-wieczny, z obrazem św. Antoniego Padewskiego z Dzieciątkiem u góry, a lewy jest XIX-wieczny i przedstawia św. Franciszka z Ukrzyżowanym Chrystusem (w części górnej ma jeszcze obraz św. Barbary). Ponadto w świątyni znajdują się:
- polichromowana ambona (XVIII wiek),
- klasycystyczna chrzcielnica (XVIII wiek),
- barokowy krucyfiks,
- eklektyczna rzeźba zmartwychwstałego Chrystusa (1883),
- witraże (wotum Tysiąclecia Chrztu Polski),
- tablice pamiątkowe,
- epitafia[1].

## Galeria

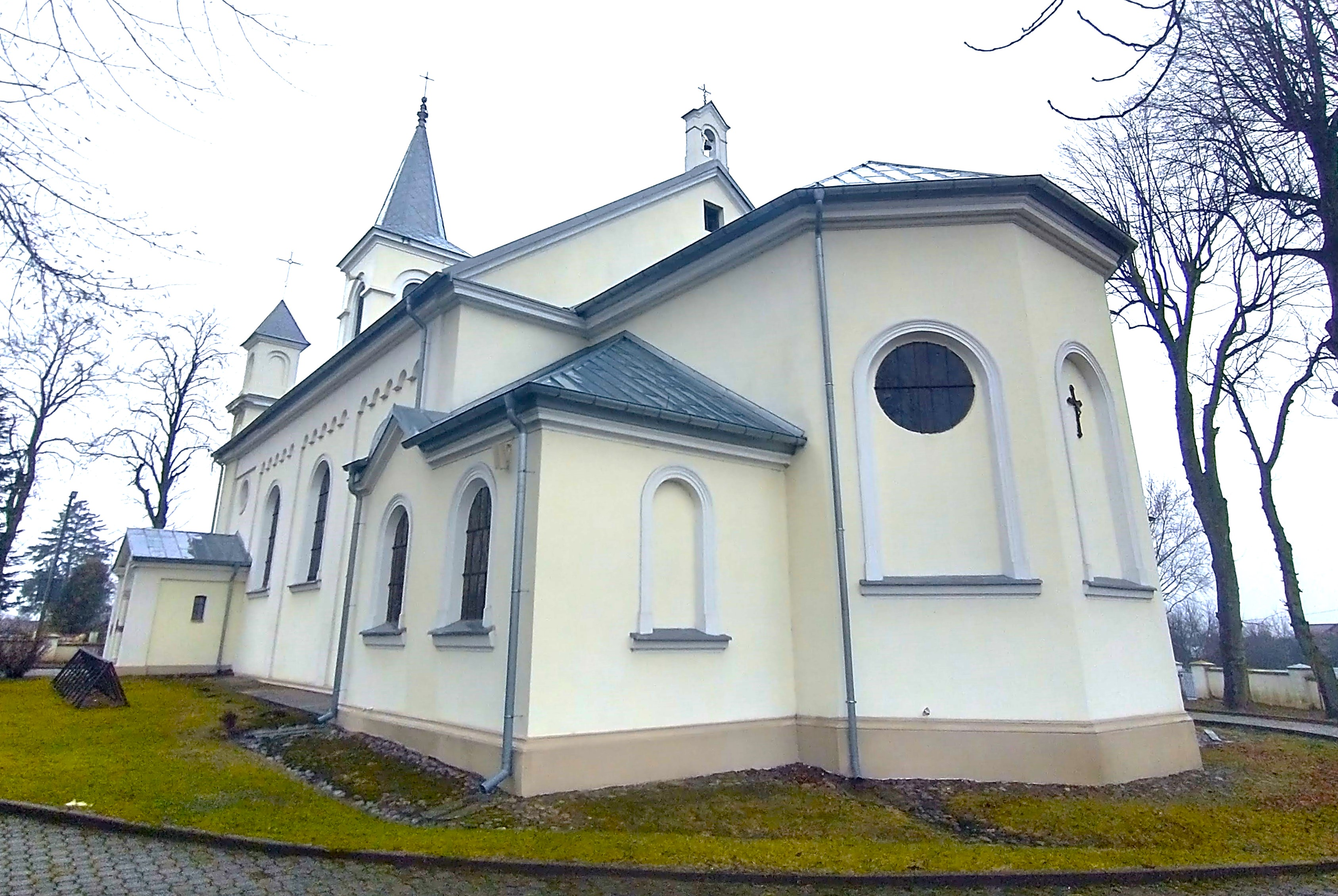
Widok od prezbiterium
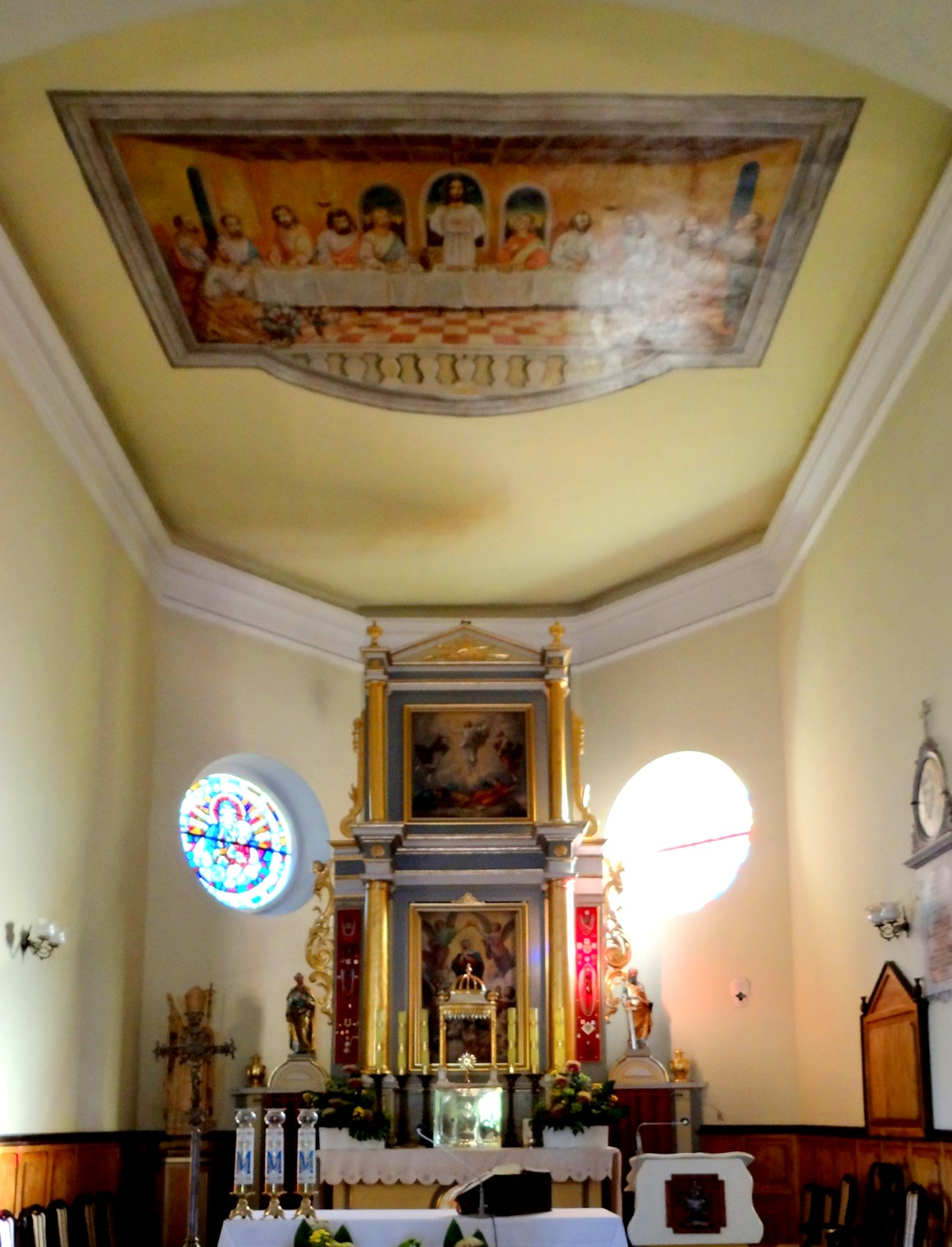
Ołtarz główny
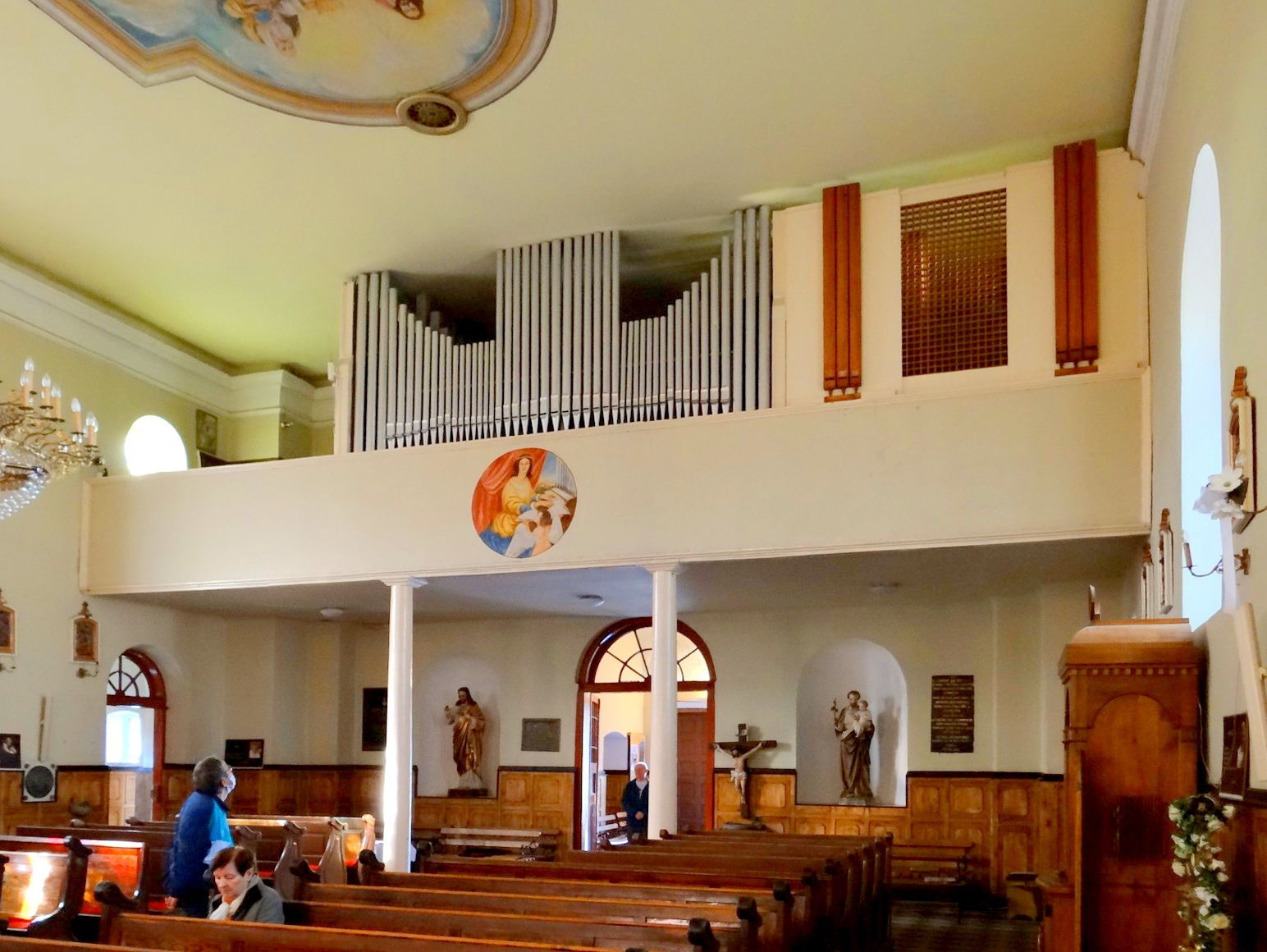
Chór muzyczny